# Skykomish
Skykomish és una població dels Estats Units a l'estat de Washington. Segons el cens del 2000 tenia 214 habitants.

## Demografia
Segons el cens del 2000, Skykomish tenia 214 habitants, 104 habitatges, i 58 famílies. La densitat de població era de 243 habitants per km².
Dels 104 habitatges en un 20,2% hi vivien nens de menys de 18 anys, en un 48,1% hi vivien parelles casades, en un 2,9% dones solteres, i en un 44,2% no eren unitats familiars. En el 34,6% dels habitatges hi vivien persones soles el 17,3% de les quals corresponia a persones de 65 anys o més que vivien soles. El nombre mitjà de persones vivint en cada habitatge era de 2,06 i el nombre mitjà de persones que vivien en cada família era de 2,66.
Per edats la població es repartia de la següent manera: un 18,2% tenia menys de 18 anys, un 5,1% entre 18 i 24, un 23,8% entre 25 i 44, un 34,1% de 45 a 60 i un 0% 65 anys o més.
L'edat mediana era de 46 anys. Per cada 100 dones de 18 o més anys hi havia 103,5 homes.
La renda mediana per habitatge era de 45.357 $ i la renda mediana per família de 48.500 $. Els homes tenien una renda mediana de 42.500 $ mentre que les dones 25.938 $. La renda per capita de la població era de 22.829 $. Aproximadament el 3% de les famílies i el 9% de la població estaven per davall del llindar de pobresa.

## Poblacions més properes
El següent diagrama mostra les poblacions més properes.